# یان ترگوئه
یان ترگوئه (فرانسوی: Yann Trégouët‎؛ زادهٔ ۲۵ ژانویه ۱۹۷۵ - پاریس) یک هنرپیشه اهل فرانسه است.
از فیلم‌ها یا برنامه‌های تلویزیونی که وی در آن نقش داشته است می‌توان به خواهر و سه رنگ: آبی اشاره کرد.